# Cashed out on Culture
 (juin 2017).
Si vous disposez d'ouvrages ou d'articles de référence ou si vous connaissez des sites web de qualité traitant du thème abordé ici, merci de compléter l'article en donnant les références utiles à sa vérifiabilité et en les liant à la section « Notes et références ».
Albums de Blood or Whiskey
No Time to Explain
(2001) Tell the Truth and Shame the Devil
(2014)
Cashed out on Culture est le troisième album du groupe de punk celtique irlandais Blood or Whiskey, sorti en 2005.

## Liste des titres
| 1.    | No Answers                   | 3:54 |
| 2.    | Doors of Hope                | 4:02 |
| 3.    | Stuck Together               | 2:36 |
| 4.    | Poxy Pub                     | 2:17 |
| 5.    | Requiem for a King           | 3:58 |
| 6.    | Glory O'                     | 3:40 |
| 7.    | Jar'd for Life               | 2:09 |
| 8.    | Impaired Vision              | 2:46 |
| 9.    | Ruler Ruler                  | 2:55 |
| 10.   | A Holy Trinity               | 2:59 |
| 11.   | Shattered Dreams             | 3:58 |
| 12.   | The Black Cross of Crumlin   | 2:03 |
| 13.   | Deadwood & The Cash Deceiver | 2:25 |
| 14.   | They Say No!                 | 3:43 |
| 43:27 |                              |      |

## Crédits
| - Alan Confrey : chant, tin whistle - Beano Heenan : chant, guitare acoustique et électrique, basse, percussions - Dugs Mullooly : chant, guitare acoustique et électrique, tin whistle - Chris O'Meara : chant, batterie, percussions, vibraslap - Peter Townsend : banjo, bugle - Sean Fallon : accordéon Musiciens additionnels - Cait O'Riordan, Napalm Byrne : chant - Damien O'Meara : saxophone - Clare Deering : piano - Donal Falton : fiddle - Mick Boyle : trompette | - Production : Beano Heenan, Chris O'Meara, Dugs Mullooly, Peter Townsend - Mastering : Alan Douches - Ingénierie : Rowen Rossiter - Ingénierie (additionnel) : Stefano Soffia - Design : BrandNewAge Design |